# Святые и грешники (фильм, 1994)
«Святые и грешники» — кинофильм.

## Сюжет
Главный герой фильма Пуч Спустя много лет отсутствия возвращается в родные места. Здесь он встречает Биг Боя — друга детства, который хочет с его помощью стать криминальным авторитетом, захватив часть бизнеса местного наркобизнеса. Однако Биг Бой не знает, что его лучший друг — не кто иной, как работающий под прикрытием полицейский, перед которым поставлена задача низложить своего криминального друга.

## Создатели фильма

### В ролях
- Дэмиан Чапа — Пуч
- Дженнифер Рубин — Ева
- Скотт Планк — Big Boy
- Уильям Этертон — Terence McCone
- Дэймон Уитакер — Rockitt
- Чарльз Гуардино — Tommy 'The Cow'
- Боб Ларкин — Tony

### Съёмочная группа
- Режиссёр — Пол Моунс
- Сценарист — Пол Моунс
- Оператор — Майкл Бонвилейн
- Композиторы:
  - Стивен Миллер
  - Том Варнер
- Продюсеры:
  - Джон Килик
  - Пол Моунс
  - Гай Ридель
  - Марсия Шульман
  - Мишель Вейслер